# Ligne Lausanne – Genève
La ligne Lausanne – Genève est une ligne ferroviaire suisse qui relie la gare centrale de Lausanne à la gare de l'aéroport de Genève, en longeant le lac Léman.

## Histoire
Le premier tronçon de la ligne Lausanne – Genève va de la gare de Renens à celle de Morges. Il est mis en service le 1er juillet 1855 par la compagnie de l'Ouest-Suisse. Une année plus tard, le 5 mai 1856, le tronçon est étendu jusqu'à la gare de Lausanne depuis celle de Renens, toujours par la compagnie de l'Ouest-Suisse.
De l'autre côté de la ligne, le 18 mars 1858, le tronçon de Genève-Cornavin à la gare de La Plaine est mis en service par la compagnie du chemin de fer de Lyon à Genève. Cette même année, la compagnie de l'Ouest-Suisse étend la ligne en direction de Genève depuis Morges en mettant en service un tronçon jusqu'à Coppet le 14 avril 1858 et une semaine plus tard, le 21 avril 1858, jusqu'à Versoix. Deux mois plus tard, le 25 juin 1858, le chemin de fer Genève-Versoix met en service le tronçon du même nom. La ligne Lausanne – Genève est alors complète.
Le 1er janvier 1902, la ligne est reprise par la nouvelle compagnie des chemins de fer fédéraux suisses (CFF). Ces derniers procèdent à l'électrification de la ligne en 15 kV alternatif monophasé avec une fréquence de 16 ²⁄₃ Hz le 1er février 1925.
Après la Seconde Guerre mondiale, les CFF étendent la ligne avec la mise en service du tronçon de Genève jusqu'à la gare de triage de La Praille le 5 décembre 1949, et celle de Lausanne-Triage suivra le 23 mai 1971. Le 31 mai 1987, le tronçon Châtelaine – Genève-Aéroport est mis en service,. Le 29 juin 2012, une nouvelle halte ferroviaire est mise en service entre les gares de Renens et Lausanne. Il s'agit de la halte de Prilly-Malley.

### Chronologie
(août 2012).
- 01.07.1855 : mise en service Renens – Morges (Compagnie de l’Ouest-Suisse, OS)
- 05.05.1856 : mise en service Lausanne – Renens (OS)
- 18.03.1858 : mise en service Genève-Cornavin – Châtelaine (Lyon-Genève)
- 14.04.1858 : mise en service Morges – Coppet (OS)
- 21.04.1858 : mise en service Coppet – Versoix (OS)
- 25.06.1858 : mise en service Versoix – Genève (Chemin de fer Genève-Versoix, GV)
- 01.07.1858 : le GV est repris par le Lausanne–Fribourg–Berne (LFB)
- 1868 : mise à double voie Morges – Allaman et Gland – Genève
- 01.01.1872 : le LFB et l'OS fusionnent avec le Franco-Suisse (FS, Auvernier–Pontarlier) et le Jougne–Éclépens (JE) pour devenir le Suisse-Occidentale (SO)
- 1872 : mise à double voie Lausanne – Renens et Allaman – Gland
- 1879 : mise à double voie Renens – Morges
- 28.06.1881 : le SO fusionne avec le Simplon (S) et devient le Suisse-Occidentale–Simplon (SOS)
- 01.01.1890 : fusion du SOS et du Jura–Bern–Luzern (JBL), naissance du Jura–Simplon (JS)
- 01.02.1902 : reprise du JS et de la ligne par les Chemins de fer fédéraux suisses (CFF)
- 01.02.1925 : électrification Lausanne – Genève (15 kV 16 ²⁄₃ Hz)
- 05.12.1949 : mise en service Genève – gare de triage de La Praille (CFF)
- 23.05.1971 : mise en service de la gare de Lausanne-Triage et du raccordement de Bussigny en direction de la ligne du Pied-du-Jura
- 31.05.1987 : mise en service Châtelaine – Genève-Aéroport (CFF)
- 29.06.2012 : mise en service de la Halte de Prilly-Malley

### Projets
Il est prévu dans le cadre d'amélioration de la ligne, d'installer une quatrième voie entre les gares de Renens et Lausanne. Cela permettra de pousser au quart d'heure la cadence du RER vaudois. Il est prévu que cette voie soit mise en service en 2023. Les coûts sont estimés à 210 millions de francs avec une marge d'incertitude de ± 30 %. En parallèle à ce projet, il est prévu de construire un saut-de-mouton entre Prilly-Malley et Renens. Il s'agit d'une voie qui en enjamberait deux. Ce saut-de-mouton serait destiné aux lignes Cully-Cossonay du RER vaudois ainsi qu'aux IC arrivant depuis Berne et circulant en direction de Genève. La mise en service est prévue pour 2023 pour un coût estimé à 260 millions de francs avec une marge d'incertitude de ± 30 %.
Les enclenchements dans le nœud de Lausanne doivent être remplacés d'ici 2020. Il s'agit des enclenchements de Lausanne, Malley, Sébeillon et Renens. Cela permettra une banalisation intégrale du trafic et un temps d'écart de 2 minutes entre chaque train sur une même voie. Ce projet implique aussi de moderniser le centre de l'exploitation à Lausanne et de créer et transformer les locaux techniques liés. La mise en service est prévue entre 2016 et 2019 pour un coût estimé à 160 millions de francs avec une marge d'incertitude de ± 30 %.
La construction d'une 3e voie entre Genève et Coppet a permis de séparer le trafic régional du trafic national et ainsi d'augmenter l'horaire à la demi-heure. Ce dernier doit être poussé au quart d'heure dès la mise en service du CEVA. Cela implique de créer deux points de croisement aux gares de Mies et Chambésy ainsi qu'une nouvelle liaison de voies à la gare de Cornavin. Les haltes entre Genève et Coppet doivent être réaménagées avec une extension des quais à 220 m et les installations de sécurité modernisées et adaptées. Les coûts sont estimés à 210 millions de francs avec une marge d'incertitude de ± 20 %.
Entre 2016 et 2017, une voie centrale de dépassement fret entre Founex et Coppet devrait être construite. Les coûts sont estimés à 73 millions de francs. Ce chantier a été réalisé en 2020 après deux ans et demi de travaux.
À la gare de Genève-Cornavin, le scénario de prévision ZEB estime l'augmentation de la demande sur la ligne à 120 % de plus en 2030 par rapport à 2007. Notamment par l'augmentation du réseau RER et l'ouverture de la ligne CEVA. Pour éviter une saturation de la gare, il est prévu de créer deux voies de plus (en surface ou en souterrain) et de séparer les trafics selon les trois catégories suivantes :
- le trafic international qui arrive depuis la France via La Plaine ;
- le trafic national des grandes lignes suisses ;
- le trafic régional en direction de Coppet et Annemasse.

Cela permettra à la gare de voir s'arrêter jusqu'à 56 trains par heure. L'objectif de mise en service est prévu entre 2020 et 2025 et les coûts sont estimés au moins 835 millions de francs.

## Jonctions et correspondances
- À Lausanne :
  - Ligne CFF Lausanne – Fribourg – Berne ; ligne du Simplon
  - Ligne M2 du métro de Lausanne
  - Elle est parallèle à la ligne Lausanne – Renens jusqu'à Renens
- À Renens :
  - Ligne CFF pour Vallorbe ; ligne du Pied-du-Jura
    - TGV Lyria pour Paris

  - Ligne M1 du métro de Lausanne
- À Morges : Chemin de fer MBC pour Apples et Bière
- À Nyon : Chemin de fer NStCM pour Saint-Cergue et La Cure
- À Genève : 
  - Ligne CFF pour Annemasse et La gare marchandise de la Praille
  - Ligne CFF/SNCF Réseau (dès la frontière) pour La Plaine et Lyon-Perrache

## Trafic actuel
- Trains EuroCity :
  -  Genève-Cornavin – Lausanne – Montreux – Sion – Brigue – Domodossola – Milan-Centrale (– Venise-Santa-Lucia)
- Trains TGV Lyria :
  -  Paris Gare de Lyon – Dijon-Ville – Frasne – Vallorbe – Lausanne
  -  Paris Gare de Lyon – Bellegarde (Ain) – Genève (– Lausanne)
- Trains InterCity :
  - 1 Genève-Aéroport – Genève-Cornavin – Renens – Lausanne  – Fribourg – Berne – Gare centrale de Zurich – Zurich Oerlikon – Zurich Aéroport – Winterthour – Wil – Uzwil – Flawil – Gossau – Saint-Gall
  - 5 Lausanne – Renens – Yverdon-les-Bains – Neuchâtel – Bienne (– Grenchen Sud) – Soleure (– Oensingen) – Olten – Gare centrale de Zurich – Zurich Aéroport – Winterthour – Saint-Gall (– Rorschach)
- Trains InterRegio :
  - 15 Genève-Aéroport – Genève-Cornavin – Nyon – Morges – Lausanne – Palézieux – Romont – Fribourg – Berne – Zofingue – Sursee – Lucerne
  - 90 Genève-Aéroport – Genève-Cornavin – Renens – Lausanne – Vevey – Montreux – Aigle – Saint-Maurice – Martigny – Sion – Sierre – Viège – Brigue
- Trains RegioExpress :
  - Ligne inconnue ! Erreur : ligne non reconnue!
- RER Vaud :
  - R1 Grandson - Yverdon-les-Bains - Cossonay-Penthalaz - Renens - Lausanne
  - R2 Vallorbe - Cossonay-Penthalaz - Renens - Lausanne - Vevey - Montreux - Villeneuve - Aigle (- Saint-Maurice)
  - Autres lignes Le Brassus - Vallorbe - Cossonay-Penthalaz - Renens - Lausanne
  - R3 Allaman - Morges - Renens - Lausanne - Vevey - Montreux - Villeneuve (- Aigle - Saint-Maurice)
  - R4 Allaman - Morges - Renens - Lausanne - Puidoux - Palézieux (- Romont).
  - R5 Grandson - Yverdon-les-Bains - Cossonay-Penthalaz - Renens - Lausanne - Vevey - Montreux - Villeneuve - Roche VD - Aigle (- Saint-Maurice)
- Léman Express
  -   Coppet - Genève-Cornavin - Annemasse - Évian-les-Bains
  -   Coppet - Genève-Cornavin - Annemasse - Annecy
  -   Coppet - Genève-Cornavin - Annemasse - Saint-Gervais-les-Bains-Le Fayet
  -   Coppet - Genève-Cornavin - Genève-Eaux-Vives Annemasse
  -   Genève-Cornavin - Meyrin - La Plaine
  -   Genève-Cornavin - Meyrin - La Plaine - Bellegarde
- Trains de marchandises : 
  - CFF Cargo
  - BLS Cargo

Le réseau ferré suisse étant ouvert à tous pour le trafic des marchandises free access, n'importe quel opérateur de fret ferroviaire est susceptible d'y faire circuler un train de fret.